# Rotbuche hinter dem Weißen Schloß
Die Rotbuche hinter dem Weißen Schloß ist ein als Einzelbaum ausgewiesenes Naturdenkmal (ND 66) in Cossebaude im Dresdner Westen. Der Name der Rotbuche (Fagus sylvatica) bezieht sich auf ihre Position im Cossebauder Park, gut 250 m westlich hinter der als Weißes Schloss bezeichneten ehemaligen Fabrikantenvilla, Gnomenstieg 4. Mit einer Höhe von etwa 35 Metern, einem Kronendurchmesser von etwa 35 Metern sowie einem Stammumfang von 6,55 Metern handelt es sich um die größte Rotbuche in Dresden sowie darüber hinaus. Sie ist eine der dicksten Buchen in Deutschland.

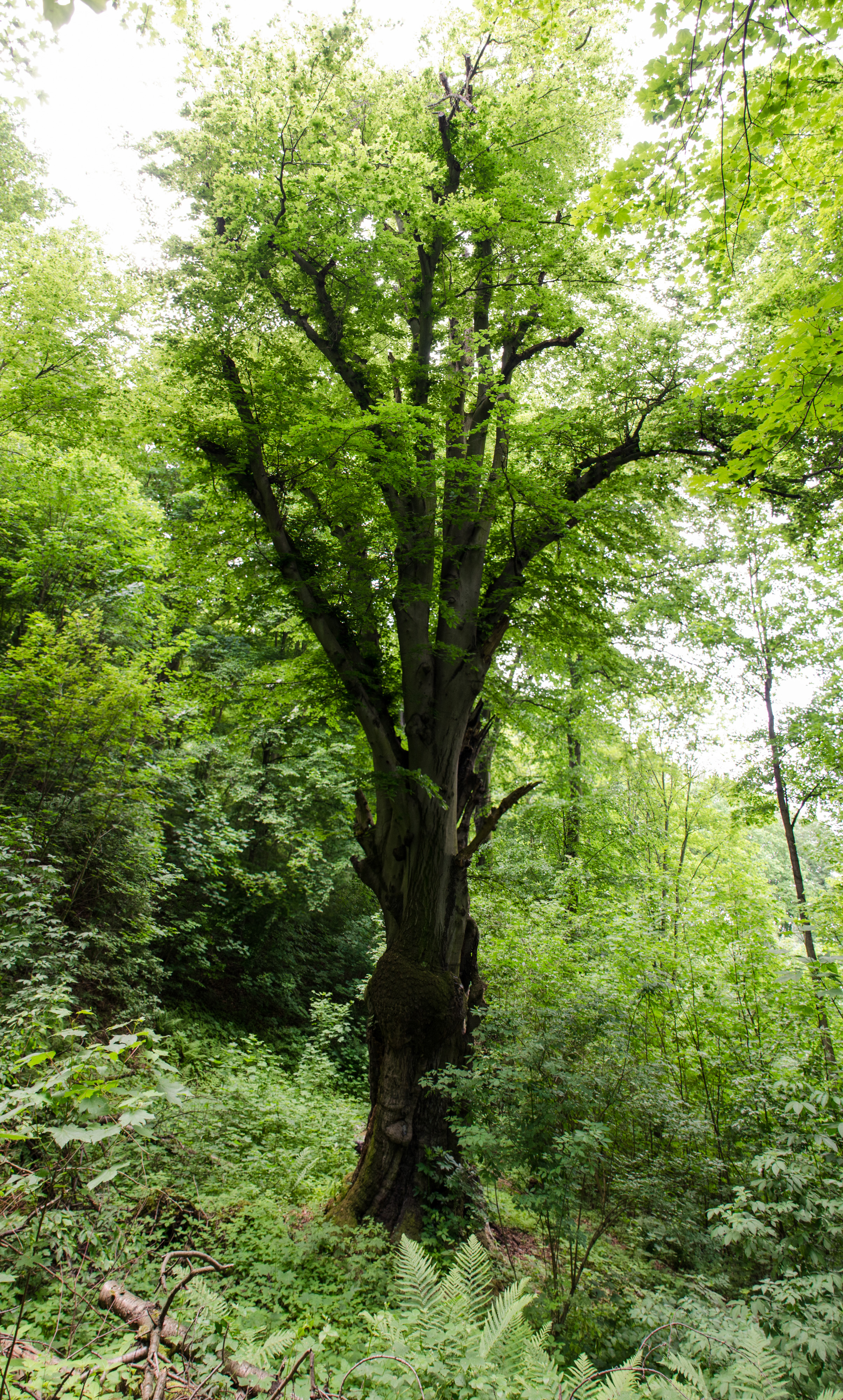
Rotbuche hinter dem Weißen Schloß, 2017

Der Baum steht in mehreren überlappenden Schutzgebieten: Fauna-Flora-Habitat (FFH) Linkselbische Täler zwischen Dresden und Meißen, Landschaftsschutzgebiet (LSG) Elbtal zwischen Dresden und Meißen mit linkselbischen Tälern und Spaargebirge und Europäisches Vogelschutzgebiet (SPA) Linkselbische Bachtäler.

## Geschichte
Das Alter der Buche wird auf 180 bis 280 Jahre geschätzt. Das Umweltamt der Stadt Dresden ging 2006 davon aus, dass der Baum bereits über 200 Jahre alt war.
Die bis 1997 selbständige Gemeinde Cossebaude gehörte seit 1952 dem Kreis Dresden-Land an. Der Rat des Kreises beschloss im August 1961 die Unterschutzstellung des „gewaltig gewachsene[n] Baum[s] von etwa 2 mtr Stammdurchmesser“. Er wurde damals auf eine Höhe von etwa 50 Metern und einen Kronendurchmesser von etwa 40 Metern geschätzt. Zur Bedeutung des Naturdenkmals wurde angegeben, er sei ein „seltener, schöner, sehr verzweigt gewachsener Baum, der aussieht, als wenn mehrere Bäume zusammengewachsen sind.“
Der Baum war bereits seit längerem von holzzersetzenden Pilzen befallen und galt als „abgängig“, als Ende 2000 mit der Rotbuche Dresdner Heide der nächstgrößere Baum der Art in Dresden unter Schutz gestellt wurde. Das Absterben der noch vitalen Buche kann nicht mehr verhindert werden, da es keine Bekämpfungsmaßnahmen gegen die Pilze gibt. Auch Kronensicherungsgurte oder das Einkürzen der Krone versprechen höchstens einen relativ geringen Effekt.
Zur Rotbuche führt ein Abzweig des als Rundweg ab Bahnhof Cossebaude angelegten Wanderwegs C2, der zu dem vom Heimat- und Verschönerungsverein Cossebaude gepflegten Cossebauder Wanderwegenetz gehört.